# بيف لويس
بيف لويس هو سياسي كندي، ولد في 8 أغسطس 1906 في يوركشاير في المملكة المتحدة، وتوفي في 14 نوفمبر 1986. نشط حزبياً في حزب أونتاريو المحافظ التقدمي. وقد انتخب عضو برلمان مقاطعة أونتاريو ‏.